# 大旺寺白塔
大旺寺白塔位於四川省眉山市東坡區，文物遺址年代判定為清代。2007年6月1日公佈為四川省第七批文物保護單位。